# Weyrauchia viridimicans
Weyrauchia viridimicans är en skalbaggsart som beskrevs av Friedrich F. Tippmann 1953. Weyrauchia viridimicans ingår i släktet Weyrauchia och familjen långhorningar. Inga underarter finns listade i Catalogue of Life.